# Floing, Steiermark
Froing là một đô thị thuộc huyện Weiz thuộc bang Steiermark, nước Áo. Đô thị Floing, Steiermark có diện tích 13,17 km², dân số thời điểm cuối năm 2005 là 1233 người.